# Olympische Winterspiele 2022/Skeleton
Bei den XXIV. Olympischen Winterspielen 2022 in Peking wurden zwei Wettbewerbe im Skeleton ausgetragen. Die Wettkämpfe fanden vom 10. bis 12. Februar 2022 im neugebauten Yanqing National Sliding Center statt. 

## Bilanz

### Medaillenspiegel
| Platz  | Land        | Gold | Silber | Bronze | Gesamt |
| ------ | ----------- | ---- | ------ | ------ | ------ |
| 1      | Deutschland | 2    | 1      | –      | 3      |
| 2      | Australien  | –    | 1      | –      | 1      |
| 3      | China       | –    | –      | 1      | 1      |
| 3      | Niederlande | –    | –      | 1      | 1      |
| Gesamt | Gesamt      | 2    | 2      | 2      | 6      |

### Medaillengewinner
| Disziplin | Gold                       | Silber                 | Bronze              |
| --------- | -------------------------- | ---------------------- | ------------------- |
| Männer    | Christopher Grotheer (GER) | Axel Jungk (GER)       | Yan Wengang (CHN)   |
| Frauen    | Hannah Neise (GER)         | Jaclyn Narracott (AUS) | Kimberley Bos (NED) |

## Qualifikation
| Nation                       | Männer | Frauen | Athleten |
| ---------------------------- | ------ | ------ | -------- |
| Amerikanische Jungferninseln | 0      | 1      | 1        |
| Amerikanisch-Samoa           | 1      | 0      | 1        |
| Australien                   | 1      | 1      | 2        |
| Belgien                      | 0      | 1      | 1        |
| Brasilien                    | 0      | 1      | 1        |
| China                        | 2      | 2      | 4        |
| Deutschland                  | 3      | 3      | 6        |
| Großbritannien               | 2      | 2      | 4        |
| Italien                      | 2      | 1      | 3        |
| Kanada                       | 1      | 2      | 3        |
| Lettland                     | 2      | 1      | 3        |
| Niederlande                  | 0      | 1      | 1        |
| Österreich                   | 2      | 1      | 3        |
| Puerto Rico                  | 0      | 1      | 1        |
| ROC                          | 3      | 3      | 6        |
| Tschechien                   | 0      | 1      | 1        |
| Schweiz                      | 1      | 0      | 1        |
| Spanien                      | 1      | 0      | 1        |
| Südkorea                     | 2      | 1      | 3        |
| Ukraine                      | 1      | 0      | 1        |
| Vereinigte Staaten           | 1      | 2      | 3        |
| Gesamt: 21 NOKs              | 25     | 25     | 50       |

## Zeitplan
| Tag | Datum | Datum       | Ortszeit | MEZ   | Wettkampf | Lauf   |
| --- | ----- | ----------- | -------- | ----- | --------- | ------ |
| 7   | Do.   | 10. Februar | 9:30     | 2:30  | Männer    | Lauf 1 |
| 7   | Do.   | 10. Februar | 11:00    | 4:00  | Männer    | Lauf 2 |
| 8   | Fr.   | 11. Februar | 9:30     | 2:30  | Frauen    | Lauf 1 |
| 8   | Fr.   | 11. Februar | 11:00    | 4:30  | Frauen    | Lauf 2 |
| 8   | Fr.   | 11. Februar | 20:20    | 13:20 | Männer    | Lauf 3 |
| 8   | Fr.   | 11. Februar | 21:55    | 14:55 | Männer    | Lauf 4 |
| 9   | Sa.   | 12. Februar | 20:20    | 13:20 | Frauen    | Lauf 3 |
| 9   | Sa.   | 12. Februar | 21:55    | 14:55 | Frauen    | Lauf 4 |

## Ergebnisse

### Männer
| Platz | Land | Athlet               | Zeit (min) |
| ----- | ---- | -------------------- | ---------- |
| 1     | GER  | Christopher Grotheer | 4:01,01    |
| 2     | GER  | Axel Jungk           | 4:01,67    |
| 3     | CHN  | Yan Wengang          | 4:01,77    |
| 4     | ROC  | Alexander Tretjakow  | 4:01,99    |
| 5     | CHN  | Yin Zheng            | 4:02,13    |
| 6     | ROC  | Jewgeni Rukossujew   | 4:02,40    |
| 7     | LAT  | Martins Dukurs       | 4:02,76    |
| 8     | GER  | Alexander Gassner    | 4:02,83    |
| 9     | LAT  | Tomass Dukurs        | 4:03,21    |
| 10    | KOR  | Jung Seung-gi        | 4:03,74    |

Lauf 1: 10. Februar 2022, 9:30 (Ortszeit), 2:30 (MEZ)
Lauf 2: 10. Februar 2022, 11:00 (Ortszeit), 4:00 (MEZ)
Lauf 3: 11. Februar 2022, 20:20 (Ortszeit), 13:20 (MEZ)
Lauf 4: 11. Februar 2022, 21:55 (Ortszeit), 14:55 (MEZ)
Olympiasieger 2018:  Yun Sung-bin
Weltmeister 2021:  Christopher Grotheer

### Frauen
| Platz | Land | Athletin           | Zeit (min) |
| ----- | ---- | ------------------ | ---------- |
| 1     | GER  | Hannah Neise       | 4:07,62    |
| 2     | AUS  | Jaclyn Narracott   | 4:08,24    |
| 3     | NED  | Kimberley Bos      | 4:08,46    |
| 4     | GER  | Tina Hermann       | 4:08,73    |
| 5     | CAN  | Mirela Rahneva     | 4:09,15    |
| 6     | USA  | Katie Uhlaender    | 4:09,23    |
| 7     | CZE  | Anna Fernstädt     | 4:09,32    |
| 8     | GER  | Jacqueline Lölling | 4:09,35    |
| 9     | CHN  | Zhao Dan           | 4:09,52    |
| 10    | AUT  | Janine Flock       | 4:10,04    |

Lauf 1: 11. Februar 2022, 9:30 (Ortszeit), 2:30 (MEZ)
Lauf 2: 11. Februar 2022, 11:00 (Ortszeit), 4:00 (MEZ)
Lauf 3: 12. Februar 2022, 20:20 (Ortszeit), 13:20 (MEZ)
Lauf 4: 12. Februar 2022, 21:55 (Ortszeit), 14:55 (MEZ)
Olympiasieger 2018:  Elizabeth Yarnold
Weltmeister 2021:  Tina Hermann